# بيت دونيلي
بيت دونيلي (بالإنجليزية: Pete Donnelly)‏ هو لاعب هوكي الجليد أمريكي، ولد في 14 يونيو 1948.

## وصلات خارجية
- بيت دونيلي على موقع EliteProspects.com (الإنجليزية)
- بيت دونيلي على موقع HockeyDB.com (الإنجليزية)